# Frankfurter Kunstkabinett Hanna Bekker vom Rath
Das Frankfurter Kunstkabinett Hanna Bekker vom Rath wurde 1947 in Frankfurt am Main, Kaiserstraße 5, gegründet. 1949 zog die Galerie von der Kaiserstraße in neue Räume am Börsenplatz. Die Gründerin Hanna Bekker vom Rath war selbst Malerin und hatte bereits seit den 1920er Jahren befreundete Künstler wie Alexej von Jawlensky, Emy Roeder, Ida Kerkovius, Ludwig Meidner, Karl Schmidt-Rottluff und Ernst Wilhelm Nay unterstützt und gefördert.

## Die frühen Jahre
Hanna Bekker vom Rath hatte sich ab Ende der 1930er Jahre bis 1943 (damals lebte sie in Berlin, Regensburger Straße 34) für verborgene Arbeits- und Ausstellungsmöglichkeiten von Künstlern engagiert, die von den Nationalsozialisten als „entartet“ verfolgt wurden. Die Galerie widmete sich vorrangig expressionistischen Künstlern, die in der Zeit des Nationalsozialismus kaum Arbeitsmöglichkeiten gehabt hatten oder emigrieren mussten. Neben der Galerie öffnete sie auch ihr Haus in Hofheim am Taunus (das Blaue Haus), für Begegnungen mit Künstlern und für kleine Ausstellungen und Lesungen. Dadurch wurden das Frankfurter Kunstkabinett und das Blaue Haus im nahen Hofheim zu einem zentralen Ort der Kunstvermittlung in Deutschland. Die Galeristin machte sich darüber hinaus durch zahlreiche Auslandsreisen einen Namen als „Botschafterin der Kunst“. Auf diesen Reisen bemühte sie sich, die moderne deutsche Kunst, die fast 12 Jahre komplett von der internationalen Entwicklung abgekoppelt war, auch im Ausland wieder präsent werden zu lassen.

## Entwicklung bis 1983
Zu den expressionistischen Künstlern, die weiter im Mittelpunkt der Ausstellungstätigkeit der Galerie standen, kamen neue hinzu, die das Spektrum der Galerie erweiterten. Dazu gehörten Shalom Sebba, Louise Stomps, Jannis Spyropoulos. Louise Stomps hat als Auftragsarbeit auch eine Porträtplastik von Hanna Bekker vom Rath erstellt.
Parallel zu ihrem Wirken als Mäzenin und Kunsthändlerin baute Hanna Bekker vom Rath auch eine umfangreiche eigene Kunstsammlung auf, die heute zu großen Teilen als Dauerleihgabe beim Museum Wiesbaden beheimatet ist.

## 1983 bis Heute
Nach dem Tode von Hanna Bekker vom Rath im Jahre 1983 zog das Frankfurter Kunstkabinett in den 1990er Jahren in die Braubachstraße in Frankfurt und wurde dort noch bis 2015 weitergeführt.
2016 wurde die Kunstgalerie unter dem Namen Galerie Hanna Bekker vom Rath neu belebt und ist weiter am Standort Braubachstraße tätig.